# SS Kurow
SS Kurow – statek handlowy o pojemności 2581 BRT, zbudowany w 1909 dla Union Steamship co. of New Zealand Ltd. Wycofany ze służby w 1921, a w 1933 sprzedany Moller & Co. z Szanghaju. Nowy właściciel przemianował go na SS Mabel Moller.